# 주일 타이베이 경제문화대표처 삿포로 분처
주일 타이베이 경제문화대표처 삿포로 분처(중국어: 臺北駐日經濟文化代表處札幌分處, 일본어: 台北駐日経済文化代表処札幌分処, 영어: Sapporo Branch, Taipei Economic and Cultural Representative Office in Japan)는 중화민국이 일본 홋카이도 삿포로시에 설치한 영사관급 외교 공관이다. 분처의 본부는 홋카이도 삿포로시 기타4조 니시4-1 이토 빌딩 5층에 있다.
1972년 일본과 중화인민공화국의 수교로 인한 하나의 중국 정책의 영향으로 일본과 중화민국의 국가가 단절되어 민간 단체의 명의로 외교 공관을 설치하였다. 2009년 12월 1일에 일본에 있는 중화민국의 외교 공관으로써는 6번째로 개설되었으며 주일 타이베이 경제문화대표처의 분처에 해당한다.

## 같이 보기
- 중화민국 외교부
- 주일 타이베이 경제문화대표처
- 타이베이 대표부
- 일본-타이완 관계